# Felsőoroszfalu

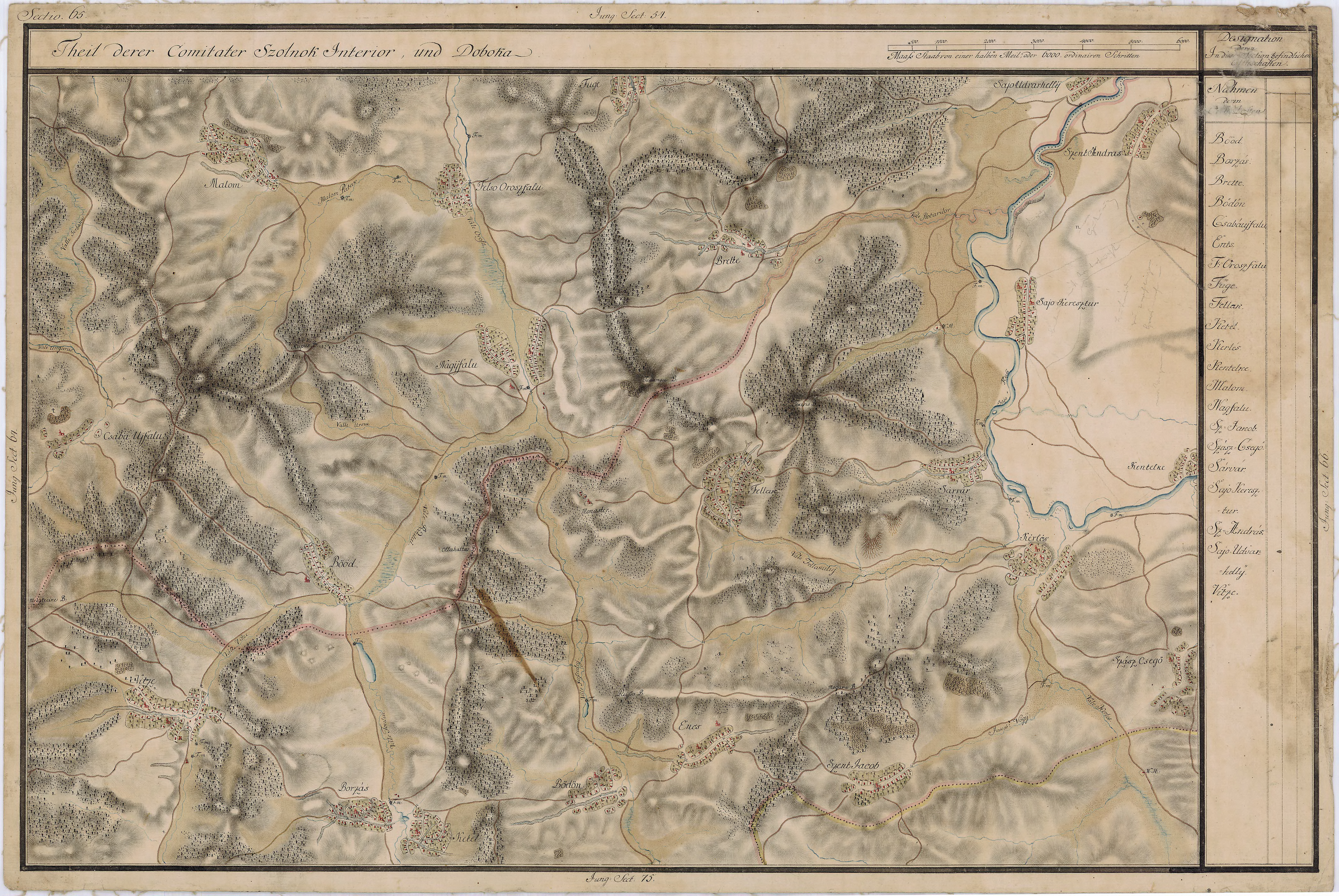
Felsőoroszfalu egy régi térképen

Felsőoroszfalu (románul: Rusu de Sus) település Romániában, Erdélyben, Beszterce-Naszód megyében.

## Fekvése
Bethlentől délre, a Melles- és málomi patak összefolyásának szűk völgyében fekvő település.

## Nevének eredete
Régi nevét Karácson nevű várszolgájáról, Oroszfalu nevét orosz lakosairól kapta, előnevét pedig fekvése után, megkülönböztetésül a rajta alább fekvő hasonnevű falutól.
Felsőoroszfalu nevét 1305-ben említette először oklevél Molsed, Moltsed néven, mint Apafi-birtokot. 1408-ban Karacsontelke, 1410-ben utraque villa Ruthenorum néven volt említve. 1614-ben Oroszfalu alias Karachontelke, 1733-ban Felső-Oroszfalu, 1750-ben Felső-Oroszfalva. 1808-ban Oroszfalu (Felső), Ruszul de szusz, 1861-ben Felső-Oroszfalu, Ruszu, 1913-ban Felsőoroszfalu néven írták.

## Története
A falu belterületén, az Alsóoroszfalva felé vezető út bal oldalán a Hallstatti kultúrához tartozó település maradványait tárták fel. (A régészeti lelőhely a romániai műemlékek jegyzékében a BN-I-s-B-01383 sorszámon szerepel).
A település kezdettől fogva az Apafyak birtokai közé tartozott. Egy ideig egy községet képezett Alsóoroszfaluval, de a 15. század elején már külön vált tőle, 1410-ben pedig már mindkettő meg van nevezve.
1408-ban Karácsontelki Apa fia Miklós mester, jobbágyai ellen Bethlen Pál és János mester tiszttartója tiltakozott, mivel azok a Bethleniek birtokában levő Almásmálom határából egy darabot elszántottak és learattak. 1447-ben nagyfalusi Apa fia Miklós végrendelkezik a birtok felett. 1467-ben Almakereki Apa fia Mihály Felsewkarachonthelke egészbirtokot és Alsokarachonthelke felét elzálogosította Geréb Jánosné: Zsófiának.
1620-ban Apafy György birtoka. 1667-ben I. Apafi Mihály és neje Bornemisza Anna örököseikül - a család kihalta esetére - a Bethlen családot; Búni Bethlen Jánost, fiait Miklóst, Pált és Sámuelt és Keresdi Bethlen Farkast, Gergelyt és Eleket tették meg. 1678-ban Apafy Miklós, 1694-ben Kemény János, 1696-ban özvegy Apafi Miklósné Teleki Anna (utóbb Kemény Jánosné) volt az egyik birtokos.
Felsőoroszfalunak egykor orosz, rutén lakosai voltak, akik a levéltári adatok szerint 1815-ben úgy innen, mint a szomszédos Apanagyfaluból többen Bukovinába vándoroltak ki. A kiköltözöttek helyére a hagyomány szerint a báró Bánffy család hozott román telepeseket. 1810-ben, 1843-ban, 1863-ban, 1866-ban és 1898-ban birtokosai a Bánffy és a Csernátoni család tagjai voltak.
A trianoni békeszerződés előtt Szolnok-Doboka vármegye Bethleni járásához tartozott. 1910-ben 411 lakosából 387 román, 15 német, 7 magyar volt. Ebből 388 görögkatolikus, 15 izraelita, 4 református volt.

## Hagyományok, népszokások
- A falu földműveléssel, baromtenyésztéssel foglalkozó lakói közt szokásos volt a karácsonyi kántálás, Szent-György napkor a kapuk- és istállóknak csipkebokorral való betöviselése, hogy a boszorkányok a tehenek tejét el ne vihessék.
- A fiatalság új év éjjelén a községbe vezető utak hidjait összehordott kapukkal torlaszolta el, hogy az idegen községbeli lánykérőket adályozzák.
- Szent György-napkor egymást leöntözték és csalánnal veregették, hogy egész évben át frissek legyenek.

## Nevezetességek
- Görögkatolikus fatemploma 1740. június 15-én Szent Miklós tiszteletére lett felszentelve.